# Maël Lépicier
Maël Lépicier Tsonga (ur. 14 stycznia 1986 w Le Mans) – kongijski piłkarz występujący na pozycji obrońcy.

## Kariera klubowa
Lépicier rozpoczynał swoją karierę we Francji, gdzie grał w czwartoligowych rezerwach Le Mans UC 72, a także w trzecioligowych drużynach SO Châtellerault i FC Martigues. Następnie przeniósł się do Belgii, w której występował w drugiej lidze w barwach Excelsioru Virton oraz RAEC Mons. Wraz z Mons awansował w sezonie 2010/2011 do pierwszej ligi. Zadebiutował w niej 30 lipca 2011 w zremisowanym 1:1 meczu ze Standardem Liège, a 1 października 2011 w zremisowanym 3:3 spotkaniu z KSC Lokeren strzelił dwa debiutanckie gole w nowej lidze.
W styczniu 2013 przeszedł do zespołu ligowego rywala, Beerschotu AC i tam dokończył sezon 2012/2013. Następnie kontynuował swoją karierę na poziomie drugiej ligi, reprezentując drużyny Royal Antwerp FC i KSV Roeselare oraz na poziomie piątej ligi, gdzie grał w zespołach Union Rochefortoise oraz RAEC Mons. W 2023 roku zakończył karierę.

## Statystyki ligowe
| Rozgrywki            | Poziom | Kraj    | Mecze | Gole |
| -------------------- | ------ | ------- | ----- | ---- |
| Eerste klasse A      | I      | Belgia  | 47    | 4    |
| Eerste klasse B      | II     | Belgia  | 159   | 7    |
| Championnat National | III    | Francja | 61    | 0    |
| CFA                  | IV     | Francja | 31    | 0    |

## Kariera reprezentacyjna
W reprezentacji Konga zadebiutował 11 listopada 2011 w wygranym 5:0 meczu el. do MŚ 2014 z Wyspami Świętego Tomasza i Książęcej. W latach 2011–2016 w drużynie narodowej rozegrał 20 spotkań.